# Max Gumpel
Max Gumpel, né le 23 avril 1890 à Stockholm et mort le 3 août 1965 dans la même ville, est un nageur et joueur de water-polo sudéois. 
Avec l'équipe de Suède de water-polo masculin, il est médaillé d'argent aux Jeux olympiques d'été de 1912 et médaillé de bronze aux Jeux olympiques d'été de 1920. Il participe aussi au 200 mètres brasse des Jeux de 1908, mais est éliminé dès les séries de qualification.